# MBS媒體控股
MBS媒體控股（日语：／ MBS Media Hōrudingusu */?）是一家日本廣播控股公司，前身是以近畿地方為播出對象地區的每日放送，2017年4月1日改為現名。
MBS媒體控股的最早前身是1950年12月27日成立的日本第二家民營廣播電台「新日本放送」，1958年改名為「每日放送」。隨著日本電視業界經營形態的變化令廣播控股公司開始出現，每日放送進行公司分割。每日放送的原公司法人更名為MBS媒體控股，成為日本第八家廣播控股公司。而廣播電視部門則成為MBS媒體控股的全資子公司株式會社每日放送。GAORA、MBS企劃等公司亦被納為MBS媒體控股的子公司。2021年4月，MBS媒體控股最主要的子公司每日放送將廣播部門獨立為新的子公司MBS電台，每日放送將專營電視部門業務。

## 外部連結
- 株式会社MBSメディアホールディングス （页面存档备份，存于）
- 株式会社毎日放送 臨時報告書（2016年7月28日） （页面存档备份，存于） - 認定放送持株会社体制への移行計画について記載。